# Kepa Arrizabalaga
Kepa Arrizabalaga Revuelta, född 3 oktober 1994 i Ondarroa, är en spansk fotbollsmålvakt som spelar för Arsenal. Han representerar även Spaniens landslag. 

## Klubbkarriär

### Chelsea
Den 8 augusti 2018 meddelade Athletic Bilbao att Arrizabalaga hade lösts ut från sitt kontrakt genom att betala sin klausul på 80 miljoner euro, vilket gjorde honom till världens dyraste målvakt bara några veckor efter att rekordet fastställdes av Alissons övergång till Liverpool. Senare den dagen bekräftades hans övergång till Chelsea.
Han var med om att vinna Uefa Europa League 2019 och stod i finalen den 29 maj när Chelsea vann mot Arsenal med 4-1 i Baku.
Chelsea vann Uefa Champions League 2021, men Arrizabalaga var då reserv i finalen och blev utan speltid. Den 11 augusti 2021 vann Chelsea Uefa Super Cup mot Villarreal, i en final som gick till straffsparksavgörande. Arrizabalaga kom in och ersatte Mendy i slutminuten av förlängningen och gjorde två avgörande straffräddningar.

#### Lån till Real Madrid
Den 14 augusti 2023 lånades Arrizabalaga ut till Real Madrid på ett ettårsavtal. Han var med och vann La Liga, och spelade 14 ligamatcher med Real Madrid.  Arrizabalaga startade även i fyra gruppspelsmatcher i Uefa Champions League, och var sedan reserv när Real Madrid vann mot Borussia Dortmund i finalen.

#### Lån till Bournemouth
Den 29 augusti 2024 lånades Arrizabalaga ut till Bournemouth på ett ettårsavtal. I samband med utlåningen skrev han på en kontraktsförlängning på ett år med Chelsea. 

### Arsenal
Den 1 juli 2025 blev det officiellt att Arrizabalaga blev köpt av Arsenal från Chelsea. Prislappen skulle enligt Sky Sports ligga på knappa sex miljoner euro. 

## Landslagskarriär
Arrizabalaga debuterade för Spaniens landslag den 11 november 2017 i en 5–0-vinst över Costa Rica. I maj 2018 blev han uttagen i Spaniens trupp till fotbolls-VM 2018 men blev utan speltid.  Arrizabalaga stod i sju EM-kvalmatcher 2019, och efter några års frånvaro från landslaget stod han i två EM-kvalmatcher i mars 2023, mot Norge och Skottland.